# Červen 2025
Toto je archivovaný článek z portálu Aktuality.
1. června – neděle
 Ukrajinská armáda v rámci operace Pavučina zničila desítky bombardérů na ruských základnách. 
 Karol Nawrocki, kandidát podporovaný stranou Právo a spravedlnost, byl zvolen novým polským prezidentem. 
 Velitel ukrajinských pozemních sil Mychajlo Drapatyj podal rezignaci. 
4. června – středa
 Česko podepsalo s jihokorejskou firmou KHNP smlouvu o dostavbě jaderné elektrárny Dukovany. 
 Nově zvolený jihokorejský prezident I Če-mjong se ujal úřadu. 
 Kvůli nevyváženému postoji k teroristickému hnutí Hamás USA vetovaly rezoluci Rady bezpečnosti požadující příměří v Pásmu Gazy. 
6. června – pátek
 V Kašmíru byl pro dopravu otevřen nejvyšší železniční most na světě. 
8. června – neděle
 Kolumbii postihlo zemětřesení s magnitudem 6,3. 
 Jachta Freedom Flotilla Coalition Madleen s Gretou Thunberg byla zadržena Izraelem v mezinárodních vodách. 
 Prezident Donald Trump proti vůli kalifornského guvernéra Gavina Newsoma vyslal Národní gardu k potlačení losangeleských protestů proti jeho migrační politice. 
10. června – úterý
 Prezident Petr Pavel jmenoval Evu Decroix (ODS) ministryní spravedlnosti. 
 Bývalý student gymnázia BORG ve Štýrském Hradci zastřelil ve škole deset lidí a sám se zabil. 
 Bývalá argentinská prezidentka Cristina Fernández de Kirchner byla za korupci pravomocně odsouzena k šesti letům ztráty svobody a k doživotnímu zákazu zastávat veřejné funkce. 
12. června – čtvrtek
 Letadlo společnosti Air India mířící ze západoindického Ahmadábádu na londýnské letiště Gatwick se krátce po vzletu zřítilo do zástavby. Nehoda letu AI 171 měla stovky obětí. 
 Mezinárodní agentura pro atomovou energii konstatovala, že Írán neplní závazky plynoucí ze smlouvy o nešíření jaderných zbraní. 
 Ve Stockholmu byla zahájena schůzka klubu Bilderberg. 
13. června – pátek
 Izrael zahájil „preemptivní“ letecký útok na íránská jaderná zařízení, který zasáhl více než stovku cílů. 
15. června – neděle
 Egyptské úřady zahájily deportace účastníků Globálního pochodu na Gazu. 
21. června – sobota
 Někdejší běloruský opoziční lídr Sjarhej Cichanouski a dalších 13 politických vězňů bylo na žádost amerického prezidenta Donalda Trumpa propuštěno z běloruského vězení. 
22. června – neděle
 V návaznosti na izraelsko-íránskou válku zaútočily USA na íránská jaderná zařízení. 
23. června – pondělí
 Proběhlo oficiální zprovoznění (první světlo) Observatoře Very C. Rubin, nejvýkonnějšího pozemního dalekohledu na světě, umístěného v Chile. Na jeho provozu se podílí i čeští vědci. 
 Vrchní soud v Praze podruhé zrušil osvobozující rozsudek nižší instance v kauze Čapí hnízdo a vrátil případ se závazným právním názorem o vině Andreje Babiše a Jany Nagyové. 
25. června – středa
 Jana Maláčová, předsedkyně Sociální demokracie vyzvala politické hnutí Stačilo! ke společnému postupu v nadcházejících parlamentních volbách. 
27. června – pátek
 V Japonsku byl popraven sériový vrah Takahiro Širaiši. 
28. června – sobota
 Hlavním městem Maďarska prošel navzdory státním zákazům průvod hrdosti Budapest Pride s účastí odhadovanou mezi 100 a 200 tisíci lidí. 
 Proti srbskému prezidentovi Aleksandaru Vučičovi a vládě protestovalo v Bělehradě asi 140 000 lidí. 
29. června – neděle
 V neobvyklé vlně veder na jihu Evropy bylo ve městě El Granado v Andalusii naměřeno rekordních 46 °C, červen se stal patrně nejteplejším měsícem v historii Španělska. 